# اکزاره آنتیمووو
اکزاره آنتیمووو (به بلغاری: Ekzarh Antimovo) یک منطقهٔ مسکونی در بلغارستان است که در استان بورگاس واقع شده‌است.